# タブロウ・ゲート
『タブロウ・ゲート』は、鈴木理華による日本の漫画。また、それを原作としたドラマCDなどの派生作品もある。イラストレーターとしての活動が多く、漫画作品は小説の漫画化のみだった著者初のオリジナル漫画。掲載誌休刊に伴う連載の中断、そこからの仕切り直しのための再スタートによって、初めに発表された「角川版」と、移籍後の「秋田版」の2作品が存在する。両作品は、大まかな設定やストーリーの流れは共通するが、細部は異なる。

## 角川版と秋田版
「角川版」は、角川書店から発行された全2巻の作品を指す。2000年に『月刊ASUKAファンタジーDX』(角川書店)に1話が掲載され、2000年から『月刊少女帝国』で以降の連載が開始されたが、同誌の休刊に伴って連載は中断されることとなった。単行本は絶版になっていたが、2010年に秋田書店より「タブロウ・ゲート0（ゼロ）」というタイトルで、単行本未収録だった外伝も収録した復刻版が発売された。
「秋田版」は、2007年に『プリンセスGOLD』（秋田書店）で連載が開始された作品を指す。2011年11月号から『月刊プリンセス』（同）に移籍した。1巻から3巻の内容は、細部の違いこそあるが角川版のリメイクとなっている。以降に登場するキャラクターやエピソードは新規のものとなっている。2019年には連載10周年と100話達成を記念して、イラスト集が刊行されている。同誌2021年12月号にて完結。

## あらすじ
帰国子女の少年・氷川サツキは特殊な家庭の事情と孤独を抱え、広い屋敷に一人きりで暮らしていた。不思議なタロット画集「タブレット」と出会ったサツキは、その本を開いた瞬間に、本の中から人間が飛び出していくのを目撃した。
タブレットの中には、タロットになぞらえて造られた22人の「タブロウ」と呼ばれる住人たちが存在していたのであった。固有の人格を持たず、強い「心象力」を持つ人間に「はがされ」て初めて人格を得て具現化させられるタブロウたちの多くは、方々に散ってしまっていた。何故かタブロウをはがす能力を持っていたサツキは、「タブレット管理人」を名乗る外国人の少女・レディと共に、タブロウの回収に乗り出すこととなる。回収されることを拒み特殊能力を用いて牙を剥くタブロウや、同じくタブロウをはがすことの出来る謎の少女・イレイズたちと敵対することになりながらも、サツキはレディや、仲間にしたタブロウたちに囲まれ孤独を払拭していく。

## 用語
タブレット
八角形の大きく分厚い書物。表紙には「TORA」（トーラ）と書かれている。タロット画集であり、大アルカナのタロット22枚のイラストが1ページにつき1枚描かれている。
『心象力』の強い者が、イラストに対するイメージを心に抱き呼び出したいと念じることによって、イラストから『タブロウ』と呼ばれる存在を呼び出すことが出来る。タブロウを呼び出すことを『はがす』と言う。
タブロウがはがされていない時と、はがされている時とではイラストに変化が生じる。例えば『THE MOON（月）』の場合なら、はがされていない時は夜の風景の中に大きく月が描かれている、というイラストだが、はがされている時は背景などは同じままで月だけが消失する。
タブロウ
英字表記は「tablau」。タブレットの中からはがされて具現化する者たち。大アルカナのタロット22枚にそって、22人が存在する。「絵の化身」とも「画集の住人」とも言われている。「創造人」（グランドマスター）と呼ばれる人物によって造られた。
固有の人格は持たず、はがされた時にどのような心象（タブレットに対するイメージ）を抱かれたかによって人格が決定し、同じタブロウでもはがした者によって人格が異なる。心象によって、知能や技能にも差異が生じる。誰にはがされても、それまでに得た記憶や知識は共通している。
誰にはがされても、通常の場合はファッションがやや異なるだけで外見は共通している。だが稀に、極端で強い心象のもとに剥がされたために通常とは全く異なる姿になることもある。例えば、THE DEVILは女児の姿が基本だが、サツキに剥がされた際は全長何十メートルもあるような巨大な獣の姿となった。
各タブロウの基本の姿はそれぞれ異なり、人間の姿をしている者、人間に似ているが部位によっては異なるもの、動物の姿の者、無機物の姿の者、など様々である。
自らをはがした者のことを「マスター」と呼び、マスターとは主従関係となり大きく逆らうことはできない。誰もがマスターになれるわけではなく、強い心象力を持つ者でなければタブロウははがせない。また、はがす際にはタブロウの名前を呼ぶ必要もある。
例えばTHE SUNなら「アレイスター」など、タブロウたちはそれぞれ人間的な名前を持っており、名前はただ知るだけではだめで、本人から名前を聞かされなければならない。名を伝えることは主従の「契約」を交わすことでもある。心象力が強くとも、人伝えに名前を聞かされただけでははがすことはできない。だが、名を伝えるという行為に信頼や相手の同意が必要なわけではなく、誘導尋問や脅しによって名前を聞きだしても有効である。
タブロウたちはそれぞれ固有の特殊能力を持つが、マスターに対しては攻撃的なものでなくとも特殊能力を用いることが出来ない。
マスターに剥がされたわけではないのに勝手にはがれてしまうこともある。その状態を指して「家出」という。家出中の人格は、最後にはがされた時のものとなっている。勝手に剥がれたタブロウは不安定な存在で、体が薄れて消えかけていたり、人格が狂い気味であったりすることがある。
個人差はあるが、タブロウたちは人間のように食物を摂り、眠り、物理的な干渉を受ける。攻撃などによるダメージが大きい場合は死ぬこともある。軽い怪我などは自然治癒する。
大きな怪我（四肢の切断など）をした場合は、その「怪我をした」というイメージがマスターに強く残ってしまうため修復が難しいが、治すための強い意志をマスターが持つことで、失った部位を復活させることなども出来る。心象力による治療は、マスターの肉体に負担を与え、マスター自身の死につながることもある。
心象力
想像力、イマジネーションの力、などと言い変えられる。
タブロウをはがす際に必要となるもの。タブロウの修復にも使われるが、その修復幅が大きければ大きいほど主の負担が大きくなり、最悪の場合、命を落とす可能性があるという。

## 登場キャラクター

### マスター
タブロウたちの主人。
氷川 サツキ（ひかわ サツキ）
本作の主人公。黒髪で眼鏡をかけた高校生。身長167センチメートル、体重58キログラム、5月15日生まれ。ミッション系の男子高に通っている。成績は優秀。
イギリスで生まれ育ち、母は亡くなっており（イギリスの墓には「YAYOI YAMASHITA」とある）、父は行方不明。富豪の祖父（母方）に後継ぎとなるべく厳しく教育されていた。だが、度を超えた折檻にも似た祖父の教育法に耐えきれなくなり、勘当されて単身で日本に送られた。経済的援助には恵まれている。勘当された後、祖父の屋敷に設けられていた彼の私室（塔の最上階）はドアを鉄格子と板で塞がれていた。
養育環境からくる孤独により、誰かの役に立ちたいという思いが強く、自分の身を顧みずに無茶をすることが多く、無謀であると批判されることもある。一方で、その優しさが人の心を打ち問題の解決につながることもある。
祖父とは血のつながりがなく、母は祖父の養子であった。母が素性の知れない男と結ばれ私生児としてサツキを身ごもったことに祖父は怒っており、サツキに対しても複雑な思いを抱いている。母はサツキを出産した際に亡くなっており、命日はサツキの誕生日と同じ。「氷川」は養子になる前の母の旧姓である。
サツキの父親は正体不明だが外国人であったらしく、サツキは父親譲りの緑色の目をしている。THE MAGICIANからは「底光りするようなライトグリーン」と言われている。眼鏡をかけているのは視力が悪いからではなく、目元を隠すよう祖父に命じられた結果である。祖父から離れた後も不必要な眼鏡をつけ続けることが習慣となっている。タブロウたちはサツキの目の色が「創造人」に似ているとして、血縁関係を疑っている。
イギリスにいたころは、家のメイドであり友人でもあるマーガレットと親しく、彼女にほのかな恋心をよせていた。日本では、大人しい性格のため影が薄く学校での友人はなかなかできなかったが、タブロウの起こした事件に巻き込まれた同級生・石川翔と友人になった。
角川版では、イギリスではなくフランスで育ったという設定。
レディ (Lady)
イギリス人の女児。ボリュームのある金髪をポニーテールにしている。身長136センチメートル、体重30キログラム。自身の名を「自由の淑女」という意味だと語っている。
強気かつ暴れん坊で、比べると気弱なところのあるサツキによく横暴な態度を取っており、タブロウたちにも「下僕（しもべ）」と呼んで同様の扱いをしているが、根は優しく、不器用に相手を気遣うところも見せる。紅茶の味にこだわりがあるが、自身は料理を全くつくれない。
クリスマスの日に捨てられていたところを発見された捨て子で、教会で神父らによって育てられた。捨てられていた現場に一緒に置かれていたタブレットを唯一の所持品として大切にしている。
タブレットは実は元の持ち主から奪われた盗品であり、レディと共に捨てられていただけにすぎなかったが、『創造人』の代理人に意志の強さを認められ、タブレットの正式な『管理人』に任命された。
経緯は不明だがタブレットを紛失してしまい、タブレットを求めて来日した。サツキと出会って以降は、サツキの家の管理人になると言いだし、同居するようになった。サツキやタブロウのことを「家族」だと言っている。サツキの色恋事には嫉妬のような振る舞いを見せる。
口癖は「ぬ゛な」。驚いた時や疑問を感じた時に飛び出る。
角川版では、イギリス人ではなくフランス人という設定。
イレイズ (Erase)
正体不明の長い黒髪の美女。身長160センチメートル、体重45キログラム。『管理人』であるレディに対し、『もう一人の管理人』であるそうだが詳細は不明。管理人は本来一代につき1人で、2人目の出現はイレギュラーである。
白いベールを頭にかぶり、引きずるほどに丈の長いドレスを身に纏い、浮世離れした雰囲気を漂わせる。前代管理人と容貌が瓜二つであるため、彼女を「前代管理人の亡霊」と呼ぶタブロウもいる。実際に首元に前代が負った傷跡と同じものが残っている。
管理人としてはレディと表裏一体を成す者であるという。タブロウを「世界の秩序を乱す者」として「この世から消し去ってしまいたい」と語っている。一方で、行動を共にしているTHE DEATHとは仲睦まじい様子を見せ、主従を超えた特別な感情を抱いている。THE HIGH PRIESTESSをも従えている。同行している2人のタブロウはイレイズがはがしたものではなく、家出状態なのに何故かイレイズに従っている。主を持たないTHE DEATHに残された力が残り僅かで、消えかけているため、創造人の血を引くサツキの心象力と心臓を使って修復しようと目論んでいる。
サツキやレディと違って、タブロウをはがす描写は見られない。タブロウを消したいからとサツキたちに対して不穏な行動を見せることが度々あるが、一方で傷ついたタブロウの身を案じたり、路上で行き倒れてしまったサツキを救ったりと、完全に敵意を抱いているわけではなく、サツキやレディのまっすぐさがうらやましいと涙をこぼして見せたこともある。当初は盾濱近郊にあると思しき地下墓地を拠点としていたが、その場所を知っているTHE STRENGTHがタブレットに戻ったことを機に拠点を変えた。変えた先は、イギリスにある季節外れのリコリスが咲き乱れる丘「天上の岸辺」の地下部分で、出入りにはエレベーター状の仕掛けが施されているサツキの母の墓を利用する。
創造人（グランドマスター、Grand Master）
タブロウたちを造りだした正体不明の男性。国籍不明だが、金髪に緑の目と容貌は白人のようで、ベールをかぶり長いローブに身を包む。故人。
掴みどころがなく真意を測りかねる人柄で、THE SUNには「ひらたく言えば変態」などと言われている。
穏やかな振る舞いでタブロウたちに慕われていた。自らの死期を察して次代のマスターを選定しようとした際にはタブロウたちから嘆かれた。
強い心象力を持ち、タブロウたちが大怪我を負った際は瞬時に治療することができていた。THE SUNが怪我で重体になった時には、無茶な治療のために、THE SUNの傷が転移したかのような重傷を負った。それが創造人の直接の死因でないかとも言われている。
「底光りするようなライトグリーンの瞳」はサツキと似ており、また、タブロウたちはサツキの立ち居振る舞いに時折創造人の影を見出しており、2人の血縁関係が疑われている。サツキが暮らしている屋敷の中には、生前の創造人の持ち物などが幾つか発見されている。
前代管理人（ぜんだいかんりにん）
レディの前に管理人を務めていた少女。イレイズと容貌が瓜二つ。服装も似る。
自らはがしたタブロウであるTHE DEATHに首を刈られて亡くなった。本来ありえないはずのタブロウの反逆だとされているが、実際には彼女自身がTHE DEATHに「私を救って」「私を殺して」と頼んでいた。そのような経緯を辿った理由は不明。THE DEATHには主従を超えた感情を抱いていたらしい。

### タブロウ
タブレットの住人たち。タブレットに戻って休むことで体力を回復させることができるが、体に欠損が出た場合や戦闘で重傷を負った場合は、主による心象力を使った修復でしか回復しない。兄弟と呼ばれることもある関係だが、全員が面識を持っているわけではない。また、タブロウ同士は互いの真名を知っていてもカードの名前でしか相手を呼べない。タロットの番号順に記述する。これはタブロウたちが生み出された順番でもある。各人格は登場順。
THE MAGICIAN（ザ マジシャン） / 魔術師（まじゅつし） / パメラ (Pamela)
タブレット第1場面の住人。身長175センチメートル、体重58キログラム。
はじめに造られたタブロウは彼女であり、第0場面の住人のTHE FOOLではない。第20場面の創造までは立ち会っているという。
モデルのようなプロポーションで、褐色の肌と銀色のロングヘアを持つ女性。額にはビンディーに似た印がついている。体のラインを強調するような露出度の高い、インド的な雰囲気の服に身を包む。かなりの美女である。
タブロウとしての特殊能力は、他者の心を奪うというもの。心を奪われた者は即座に死ぬことはないが、意識が消失し、そのまま放置すれば死に至る。奪った心は蝶の形のタトゥーにして自身の体に刻み所持することが出来る。
タブレットの図柄は、魔術に用いる道具を掲げた人物。具現化した姿とは異なり、露出の少ないローブを身にまとい、黒髪をしている。
- ver.創造人

創造人に主従を超えた感情を抱き、彼に恋焦がれていた。創造人に思いを受け止めてもらえることはなく、死した後には次代管理人に従うよう彼に説き伏せられていたが、創造人の代わりになど誰もなれないとして、次代の管理人を受け入れようとはしなかった。
家出した際にはかなり精神を病んでおり、次代の管理人であるレディに攻撃的に振る舞ったが、サツキとの交流の中で自分を取り戻した。サツキに懐き、キスをしたり抱きついたりと激しいスキンシップを見せた。
幼児体型のレディとは体型が正反対で、彼女を見下す態度を取り、互いに「ちんくしゃ娘」「ババア」と呼びあい張りあった。マスターに恋をしたことがある者同士としてTHE MOON（前代管理人版）には共感を抱いていた。
- ver.サツキ

心象は「優しい手を差し伸べてあまたの人を救える強い心の持ち主」。
逆三角形型の眼鏡をかけている。サイドの髪が、創造人版よりも長めになっている。
色恋事に惑っていた創造人版と比べてクール。保護者のような立ち位置で周囲を冷静に見守っている。煙管を嗜んでおり、かなりのヘビースモーカーらしく、THE MOONに注意されてもついTPOをわきまえずに煙をふかしてしまう。
タブロウにまつわる事件に巻き込まれて怯え、教職を辞任してしまった新人教師・櫻木萌の身分を乗っ取り、養護教諭としてサツキの通う学校で勤務している。その美貌から生徒たちのアイドルと化している。養護教諭としての登場時の台詞・ポーズ・コマ割りなどはゴージャス☆アイリンのパロディとなっており、雑誌掲載時には「ゴージャス☆パメラ」という煽りもつけられていた。
服装は創造人版と同じものだが、上に白衣を身につけている。
- ver.レディ

心象は「戦神（いくさがみ） 戦場を駆け抜ける黄金の烈風」。
後頭部を刈り上げツーブロックにし上半身は胸元を隠すように長い布を結んだようなデザインのホルターネック、下半身はTバックタイプのショーツにストッキングという非常に露出度の高い服装。何故か京都弁で喋る。
THE HIGH PRIESTESS（ザ ハイ プリーステス） / 女教皇（じょきょうこう） / アンナ (Anna)
タブレット第2場面の住人。
猫の姿をしている。体色は黒だが、能力を発動させている時は白くなる。イレイズと行動を共にしている。
タブロウとしての特殊能力は、天候の操作。自在に霧や雪をつくれる。
- ver.創造人

細身で毛足の短い黒猫の姿。この状態でイレイズの傍に居付いていた。
- ver.レディ

心象は「虹色の瞳 自らの行く先を見失うことのない七色の架け橋」。
創造人版よりも毛足の長い猫。
THE EMPRESS（ジ エンペス） / 女帝（じょてい） / モイナ (Moina)
タブレット第3場面の住人。家出中で、本編には43話の終わりから登場。
インディアンのような服装をした老女。THE EMPERORの相方で、後述の能力で彼を人型へ変化させることができる。当初は「ミナ（Mina）」と名乗って、レディたちを欺いていた。完全な偽名というわけではなく、前代管理人から呼ばれていた愛称とのこと。
タブロウとしての特殊能力は、キスマークを飛ばし、それに触れた人間やタブロウを人形にすること。変化した人形はTHE EMPERORと同じデザインの顔になる。またタブロウの場合、四肢を動かさずとも使える能力（THE STRENGTHの発火など）は使える。また自作の人形にキスマークをつけることで仮初めの命を与え使役することもできる。
- ver.前代管理人

家出してすぐから相方を探し、見つけしだいタブレットをイレイズヘ差し出すつもりだったが、イレイズのところへは帰る気がないTHE EMPERORに振り回される。イレイズに忠誠を誓っている節があったが、サツキがイレイズの子供だと実感するなり、THE DEATHを修復して体の一部が骨と化したサツキを人形に変え、イレイズに懇願する。
- レディ版

心象は「惑わぬ者 けして壊れな金剛石の決意」
性格はほぼ前代管理人版と同じだが、長く伸ばしていた髪を短く刈り上げて、鋭い目が見えている。
THE EMPEROR（ジ エンペラー） / 皇帝（こうてい） / ポール (Paul)
タブレット第4場面の住人。家出中で、本編には43話の終わりから登場。
足先まで覆ってさらに余るフード付きマントを纏い、口がバツ印に縫い取られた赤ちゃん人形の姿をしており、しゃべることができない。タブレットの封印が解けてから、レディの元へ戻るべく動物や昆虫を利用してテレポート能力で転々としていた。
盾濱の下水道でJUSTICEに拾われ、「お家はどこですか」と問うた彼らとイギリスへ飛び、彼らの手でイギリスの闇オークションで「人さらいの人形」として競りにかけられていたところを、サツキの祖父が落札したという。その後THE EMPRESSに発見され、サツキの祖父を人形化したTHE EMPRESSと盾濱に戻ることに成功するも、THE EMPRESSの手から離れている間にサツキに拾われ、再びイギリスへ飛ぶ。
タブロウとしての特殊能力は素手で抱いた人間をその人の行きたいところへ移動させること。人間の思念には逆らえない。
THE EMPRESSの能力で人型化した時に、自分を回収しようとしたイレイズがTHE STARの変装だと見抜き、「現代の管理人はレディだから、そこへ帰りたい」と口にする。人型を取っている間はほとんど眠っている。
- ver.創造人

サツキたちが片手に握りしめられる程度の胴体を持つ人形。人型だとレディが両腕で抱きかかえるほどの赤子となる。髪は丁寧に撫でつけられている。穏やかな性格で礼儀正しい。
- ver.レディ

心象は「どんな盾をもつらぬく剛剣」。
基本形態は創造人版と同じだが、髪はくるくるふわふわのパーマ。
THE HIEROPHANT（ザ ヒエロファント） / 法王（ほうおう） / ブラヴァツキー (Blavatsky)
タブレット第5場面の住人。
ネズミのような姿をしており、外見からは性別がわかりにくいが、男性である。
タブロウとしての特殊能力は、生物への憑依と記憶食い。噛みつくことによって他者の肉体を乗っ取ることができる。意識のない相手の体に憑依することは出来ず、対象者が意識を失うとはじきだされてしまう。噛みついた相手がタブロウのマスターであった場合は、THE HIEROPHANTの意思によってタブロウを操ることが出来る（自分をはがしたマスターは操れない）。
憑依した相手の記憶を齧り取って消し去ることも出来るが、無限に食らえるわけではなく、満腹になると食べられなくなる。また、特定の記憶を選びとって食べることはできず、数時間分や一日分の記憶をごっそり食べることとなる。
タブレットの図柄は、杖を片手に持った人物。具現化した姿とは異なり、豪奢な服を纏った人間である。
- ver.創造人

不良じみた乱暴な言葉遣いをする。傲慢に他者を見下し、サツキの体を乗っ取りタブロウを使って暴れまわっていた。THE MAGICIANを売女と罵り周囲全てに攻撃的な態度を取る。
実は不遜な態度はコンプレックスの裏返しであり、「法王」の名を持ちながらも卑小なネズミの身に造られたことを恥じている。THE MAGICIANに特に敵意を持っていたのは、美しく造られた彼女への嫉妬であった。
間抜けな性格で、誘導尋問に引っ掛かってレディに自分の名を明かすというヘマを犯す。レディとの交流の中で自分自身の存在を認めた。
- ver.レディ

心象は「己の価値を疑わないずうずうしいまでの自己主張」。
つぶらな瞳で小動物的な可愛さがあった家出版に対して、より漫画的にデフォルメされた、目を細めたいやらしい顔つきをしていることが多い。
陽気でじじむさい話し方をする。女性が大好きで、THE MAGICIANやTHE HANGED MANの胸元に忍び込んではよく返り討ちにされているが、懲りずに同じことを繰り返している。女性でも、幼い姿のレディやTHE DEVILには特に興味を示さない。サツキの体を乗っ取っては、サツキの肉体で女性に抱きつくこともある。女性の体が傷つけられる事態に出くわすと激昂し、サツキに憑依してタブロウを暴れさせる悪癖がある。
- ver.サツキ

心象は「静かに寄り添う者」。
全体的に丸っこく、レディ版よりも更にファンシーな、先だけ黒い耳と黒い尻尾がついた毛玉のような姿。穏やかな性格となり、一人称は「拙者」。
傷が癒え、二重スパイを買って出たTHE HIGH PRIESTESSを支えるべく、仲間たちから離れる。
THE LOVERS（ザ ラバーズ） / 恋人（こいびと） / コルネリウス (Corunelius)
タブレット第6場面の住人。身長195センチメートル。
性別不明の中性的な外見で、両目は常に閉じており、額にある第三の目だけが開いている。両腕が非常に長く、地面についてもなお余るほどである。腕には関節がなく、鞭のようにしなる。指先の関節は人形を思わせる造りとなっている。道化のような独特な服装に身を包んでいる。
タブロウとしての特殊能力は、対象者の要素の交換というもの。本体はひとつだけの眼球で、どのまぶたを開くかで入れ替える要素を変える。額の目が開くと対象者2名の年齢を入れ替える。左目が開くと対象者の性別を入れ替える。右目が開くと対象者の種属を入れ替える。長い腕の先にある指輪を二者にはめることが能力発動の条件となる。
多くのタブロウが家出していた中、1人だけタブレットの中に残り続けていた。サツキもレディも恋愛ごとに明るくないため「恋人」に対する心象を抱けず、長らくはがすことができなかった。その間タブレットの中で、マスターたちにはがされて役に立つ日を待ち続けていた。
- ver.サツキ

心象は「幸せを運ぶもの。色あせることのない永遠の絆」。
無表情で落ち着きある性格。
- ver.レディ

心象は「同等の立場で互いを一番に尊重し合えるもの」。
愉快そうな笑みを浮かべており、サイドの髪はサツキ版よりもかなり短い。
THE CHARIOT（ザ チャリオット） / 戦車（せんしゃ） / リガルディー (Regardie)
タブレット第7場面の住人。直径40センチメートル。
車のハンドルのような姿をしており、中央に老翁の顔がある。顔は騙し絵のようになっており、上から見るか下から見るかで表情が変わる。顔には豊かな髭を生やしている。
タブロウとしての特殊能力は、乗り物を変形・操作するというもの。整備されていないボロ車であっても、彼が取り憑くことで高級車にでもスワンボートにでも自在に形を変え、陸でも海でも走ることが出来る。増加させたヒゲで乗り物を包み込み、ヒゲの中で乗り物を変化させる。
顔面から3本の手を生やしており、その手で顔を取り囲む円を操作して運転を行う。手を足として使うことも出来、なにかに取り憑かずとも単独での歩行も可能。
タブレットの図柄は、戦車に乗った人物。具現化した姿とは異なり、人間として描かれている。
- ver.創造人

家出中は、ヒゲで人間に絡みつき、無理矢理重機に乗せた上でサツキの学校を破壊するという暴挙に出ていた。止めようとした人々を、巨大な渦のように伸びたヒゲに呑みこみ暴れ続け、取り押さえられた後も反省の色なく憮然としていた。
怪力の持ち主であるTHE SUNに輪の部分を万力で引っ張られ、痛みに耐えかねて名を明かした。
- ver.レディ

心象は「勇ましき王者のゆりかご」。
好々爺然としており、礼儀正しく敬語を用い、レディを「お嬢様」と呼んでいる。レディに対して無礼な振る舞いをする者を許さずに怒り、レディに頼まれたのならば、短い腕で必死に海辺でパラソルを支え続けるなど、けなげな態度を見せるが、当のレディからは「ハンドル」と呼ばれ不憫な扱いを受けている。
- ver.サツキ

心象は「絆 決して崩れぬ白銀の砦」。
基本のデザインはレディ版と同じだが、髪や髭が整えられている。
自身の記憶とサツキの心象力でUFOの上に創造人の館を再現した。
THE STRENGTH（ザ ストレンジ） / 力（ちから） / ヴァイオレット (Violet)
タブレット第8場面の住人。身長164センチメートル、体重48キログラム。
いわゆる麻呂眉毛と姫カットが特徴な少女の姿をしている。本来耳があるはずの場所に小さな翼を生やし、装いも全体的に鳥を思わせるものとなっている。本編登場時は、全身に燃え上がる炎を纏い、本来の姿とは大きく異なる外見をしていた。過去の罪科のために身を蝕みながら燃え続ける存在と化していたが、サツキによって心を救われ元の姿を取り戻した。
- ver.創造人

THE STARと創造人を慕っていたが、わけあって創造人が死に至るきっかけを作ってしまい、そのことに苦しんでいた。
家出中は、THE STARと行動を共にしており、彼の命令に従ってサツキらに刃向かった。燃え続けながら触れるもの全てを灰に変えた。
- ver.レディ

心象は「再生、不死鳥のように蘇る信念」。
創造人版ではお尻まであった後ろ髪は項が顕になるほど短くなり、逆にサイドの髪が胸元まで伸びているが、その一部は頬骨の辺りで切られ、変形姫カットのようになっている。一人称が「僕」になるなど少年的な振る舞いで、レディにくちづけを迫る。
- ver.サツキ

心象は「感謝 あらゆる生命への祝福」。
創造人版・レディ版よりも耳の部分の翼が大きく、髪は全体的に長めで波打つ。サイドの髪だけ肩の近くで緩く結っている。
THE HERMIT（ザ ハーミット） / 隠者（いんじゃ） / パピュ (Papus)
タブレット第9場面の住人。身長138センチメートル、32キログラム。
褐色の肌に黒髪の男児の姿をしている。熱帯の民族衣装のような独特の格好で、露出が多く背中は丸見えになっている。更にその服の上から、フクロウの羽を思わせるマントを纏うこともある。フクロウの意匠の仮面を持っている。
タブロウとしての特殊能力は、人を「追憶の森」へ誘うというもの。ランプの光を見せることで、対象となる人物に、強制的に過去の追想をさせることができる。追想は第三者視点で見え、追想の中のかつての自分はフクロウの仮面をつけて顔を隠した姿となっている。楽しい記憶に浸らせることが出来る一方で、辛い記憶を無理矢理見せつけて精神攻撃をすることもできる。
タブレットの図柄は、片手に杖を片手にランプを持つ、引きずるほどに長いフードを着た人物。
- ver.創造人

おかっぱ頭で、じじむさい言葉づかいをする。
家出した際には、サツキとレディを追憶の森に誘い込み、特にサツキには過去の辛い経験を見せつけ傷つけたが、悪意はなく、マスターに足る人物であるかを試すためだった。
- ver.レディ

心象は「惑わす者」。
やや乱暴なところもある活発な性格。レディのことを「レディ姉」、サツキのことを「サツキ兄」と呼ぶ。レディ版THE SUNとは性格が似ており、2人で組んでよくバカなことをやっている。また、レディ版THE DEVILとも、幼児姿の者同士で気があうのか行動を共にすることが多い。
- ver.サツキ

心象は「“信じる心” 小さくて でもけして消えない希望のともし火」。
髪は前代管理人版やレディ版よりもやや長め。大人しく従順で、泣き虫な面がある。少し引っ込み思案で、自分の望みを言えずにもじもじしていることがある。強い人々に憧れている。
WHEEL OF FORTUNE（ウィール オブ フォーチュン） / 運命の輪（うんめいのわ） / ダイアナ（Diana）
タブレット第10場面の住人。樹木に寄生する植物のタブロウで、寄生していなければ存在できず、一度寄生すると自力で移動できなくなる。性別は女性。家出中で、現在は氷川邸のゼルコバの木に宿っているという。
タブロウとしての特殊能力は種を成すこと。種を植えつけた人間は浅い眠りに落ち、次に目覚めた時最初に目に映った動物の傀儡と化す。傀儡の証は額のどこかにある「種飾り」。はがれたタブロウに種を植えつけた場合、種飾りが額にある間は主からの影響を受けなくなる。
本編登場までに種を自分に植えつけており、THE STARの傀儡と化していたがTHE HANGED MANによって種飾りを壊された。
- ver.創造人

顔のような模様がついた鉢に小さな木が植わっているような姿で、その下部は四方八方に蔓を伸ばしている。極端な人見知りで無口。THE HANGED MANには「極度の人見知りで 極度の臆病で 寂しがりや」と評された。
氷川邸崩壊の情報を得て駆けつけてきた怪盗「J」を、THE STARの「自分に近づく者は何人たりとも排除する」という命令で攻撃したが、上述の通り自分に植えた種をTHE HANGED MANに壊された後、サツキの影響を受けていた彼女に種を植え付けてその影響を軽くし、ゼルコバごとJUSJICEに収納されてイギリスへ渡る。その後、瀕死のサツキの影響を受けているタブロウに種を植え付けて急場をしのぐ手助けをする。
JUSTICE（ジャスティス） / 正義（せいぎ） / エドワード (Edward)
タブレット第11場面の住人。身長158センチメートル、体重120キログラム。
低身長で肥っており、体毛が濃く、剛毛な眉毛とヒゲは顔から飛び出すほど立派なものである。
タブロウとしての特殊能力は、どんな物体でも呑みこみ体内に格納できるというもの。
- ver.創造人

家出中に記憶喪失になっており、自身がタブロウであることを忘れている。同じく記憶喪失になっているJUDGEMENTと行動を共にし、JUDGEMENTを「兄貴」と呼んで慕っている。
身分証明が成せないため定職に就けず、住所不定のフリーター。JUDGEMENTと共に的屋などで日銭を稼いでいる。互いの特殊能力を生かし、悪徳成金の家に忍び込んでお宝を盗んでは、それによって得た金を教会に寄付するという義賊のような行為をしている。JUSTICEという自身の名だけは覚えており、JUDGEMENTとは頭文字を取って「怪盗J」というチームを組んでいる。
イギリスでサツキたちと再会した後THE EMPERORとTHE EMPRESSをサツキたちのもとに連れてくることに協力する。創造人の館を探索中に記憶を取り戻すが、タブレットに戻って、次に剥がされた時は今の人格ではないことをJUDGEMENTから告げられ、「怪盗J」存続（創造人の心象による人格の維持）のため、置き手紙だけを残しJUDGEMENTと共に去った。
THE HANGED MAN（ザ ハングド マン） / 吊るし人（つるしびと） / ミシェル (Michelle)
タブレット第12場面の住人。
緑色の髪の少女の姿をしている。魚のヒレに似た飾りを耳元につけ、足を場合によっては魚のように変化させることができる。初登場の場所が海辺であったことも合わせて、「人魚」を連想させる風貌。
特殊能力は、物体を外界から完全に遮断するというもの。口から吐いた泡に当たったものを閉じ込めることができる。対象物は生物・無機物を問わない。泡の中に入った者は外界との連絡が全くとれなくなってしまうが、泡に入っている者同士は会話が行える。泡は内側から割ることは出来ないが、外部から強い衝撃を受けると割れる。泡は外界からは視認できないため、他者が泡の場所を割り当てることは難しい。THE HANGED MANには泡の位置が把握できる。
サツキたちがマスターになった後は、サツキの友人の翔に気に入られ、彼の片思いの相手になる。
- ver.創造人

髪はショートカット。
家出した状態では、サツキを「王子サマ」と呼んでストレートに好意を見せ、サツキを独占するために他のタブロウたちに危害を加えた。
マスターを持たない家出タブロウ故か、サツキに執着する態度といい情緒不安定で、本来なら自在に操れる泡を上手く扱えずに混乱していた。サツキの一番になれないのなら自分の存在に意味はないと異様に思いつめていたが、仲間の1人としてサツキに受け入れられ、心を安定させた。
無口で意見をなかなか言わないWHEEL OF FORTUNEが嫌いで、わざと彼女の発言を封じ孤立させるような態度を取っていた。
- ver.サツキ

心象は「柔軟な視野 本質を映し出す鏡」。
創造人版よりも左サイドの髪が長く、その毛束を三つ編みにしている。前髪の分け目の部分の額に飾りをつけている。
口数少なく大人しいが、一途にサツキを思っており「一番好きです」とも語っている。過去にWHEEL OF FORTUNEへ嫌がらせをしたことを後悔しており、謝っている。
- ver.レディ

心象は「油断を誘う者」。
髪は肩につくほどの長さ。前髪の分け目にある額飾りはサツキ版と共通している。いつもニコニコと笑っており愛想よく陽気だが、笑いながら人を平手打ちにするなど怖い一面もある。
DEATH（デス） / 死神（しにがみ） / メイザース (Mathers)
身長198センチメートル。
元は普通の人間に似た姿だったらしいが、「蝕まれている」ために肉体が骨だけで、骨の中に心臓が浮かんでいる。黒衣を纏い、鎌を携えている。サツキによってある程度修復された姿は長い白髪と褐色の肌を持つ巨漢で、一部の髪を三つ編みにしたり飾りで留めている。巨大な黒馬に乗って現れるが、黒馬はDEATHの付属物。
- ver.前代管理人

前代管理人に主従を超えた特別な感情を抱いており、両思いであったらしい。そのことが関係しているかは不明だが、同じく前代管理人に思いを寄せていたTHE MOONとは対立することが多く、その度に前代管理人に仲裁されていた。
前代管理人の首を刈り取り殺害したという過去を持つ。本来ならば有り得ないタブロウによるマスターの弑逆であると他のタブロウたちから忌まれている。肉体が白骨化しているのは、マスター殺しの罪が体を蝕んでいるからではないかとTHE SUNに言われているが真相は謎に包まれている。
前代管理人殺しはDEATHが反意を持った結果として行ったわけではなく、他ならぬ前代管理人からの「私を殺して」という命令に沿った結果であったが、何故か弁明をせずタブロウたちから孤立している。
家出してからは、前代管理人に似た姿をしたイレイズと行動を共にしており、彼女ともまた恋仲であるような様子を見せる。サツキによってある程度修復された状態で、THE STARに操られているサツキ版THE SUNと戦闘になるが、瀕死の主の影響を受けていないTHE SUN相手にやや優勢な立ち回りを見せる。
TEMPERANCE（テンパランス） / 節制（せっせい） / ベルティオー (Bertiaux)
タブレット第14場面の住人。
人間の男性の姿をしているが、かなり小さく、手のひらに乗るほどのサイズ。空の巻貝が付属しており、居住地のようにして中に入っていたり、椅子代わりにして腰かけていたりする。
長い黒髪をしており、茨の冠を頭につけている。本来白目の部分にスクリーントーンが貼られて色づけられている。頬には左右対称の刺青のようなものが入っている。上半身がはだけた服装で、肋骨が浮いており全体的に骨ばった体格をしている。下半身は影のように不定形だが、二本足の形をとることもできる。
タブロウとしての特殊能力は、物体の影を奪うというもの。奪われた影の分だけその物体は縮小される。要は、物体のサイズを自在に縮小する能力である。自身の小さな体を人間サイズに変えることもできる。
タブレットの図柄は、杯から杯へ水を移し換えている有翼の人物。具現化した姿とは異なり、髪は白のボブカットである。
- ver.創造人

気弱な性格。青ざめた顔で、常に卑屈に震えており、冷や汗を流し続けていた。
- ver.サツキ

心象は「どんな風にもけして姿を乱さない、たおやかな浜辺のさざ波」。
家出版と比べて髪にツヤがあり、家出版はストレートヘアだったがこちらはウェーブがかっている。
淑女然とした女性的な振る舞いで、女言葉で話す。「体は男よ」と発言しており、心は女であるらしい。
正式な管理人以外にタブロウが従うのは定律に反することでないかと問題提起をするものの、サツキを自らのマスターとして認めている。
- ver.レディ

心象は「細事にこだわる愚か者の言い訳」。
他の版は前髪が真ん中分けだが、レディ版は左側に寄せられており、顔に大きくかかっている。後ろ髪は他の版よりも短く、重力を無視してひとまとまりに突き立っている。
テンションが高くやたらに英単語を織り交ぜて話し、ナルシスティックな振る舞いをする。細かいことにこだわらず規律も重んじない破天荒な性格をしている。
THE DEVIL（ザ デビル） / 悪魔（あくま） / エレナ (Elena)
タブレット第15場面の住人。身長102センチメートル、体重15キログラム。
ピンク色の頭髪をした女児の姿をしている。耳は獣のように尖り、獣毛が生えており、背中には小さなコウモリ状の翼を生やしている。足首から下は鳥に似る。額には上下逆の星型の印がついている。まつ毛は特徴的にくるりとカールしており、瞳孔は通常のような円型ではなく横長の四角形になっている。
基本的には上述したような女児姿だが、サツキにはがされた時の姿は全長何十メートルもあるような巨大な獣の姿となる（額の印、瞳の形などは共通）。本来タブロウは大きく姿を変えることはないが、サツキがDEVILというタブレットに対して強大かつ偏った心象を抱いたためにそうなった。
タブロウとしての特殊能力は、録音と再生。どんな音でも正確に再生することができ、時には目の前で発されたわけではない、誰かの記憶の中の声を再生することもある。
サツキ版時に喉元に傷を負い、しばらくの間は声が出ず能力を使うこともできなくなっていたが、後に完治した。
- ver.レディ

心象は「最凶の魔獣」。
長い髪をツインテールにしており、性格も言動も無邪気な子供そのもの。レディはもっと強大な存在を求めていたようだったが、彼女にとっての「最強の魔獣」は無邪気さ故に手のかかる幼児であったらしい。悪戯好きでやんちゃ、THE HERMIT（レディ版）とよく一緒にいる。語尾に「- だも」とつけて話すことが多い（「- だもん」といった使い方）。頼まれたわけでもないのに勝手に他者の声を録音しては追従するようにその人物の声を再生している。
- ver.サツキ

心象は「焦燥 そして肥大する孤独」。
建造物を優に超す背丈の、巨大な怪獣の姿をしている。男性的な筋肉質の体格で、体の一部が獣毛で覆われている。頭部には羊のものに似た2本の長大な角が生え、背にはコウモリに似た巨大な翼を持つ。
タブロウがベースの姿から大きく変化することは本来有り得ないが、心象である「孤独」がサツキにとって大きすぎるものであったため、このような変化が表れた。
号泣し、ひたすら泣き叫びながら暴れまわる理性のない存在である。叫び続けている言葉は、声があまりにも大きすぎるため聞きとりづらいが「さびしい」というものであり、かつてサツキが発したものを再生している。
タブロウの出し入れははがしたマスターが言葉で命じることによって行うが、この状態のTHE DEVILは絶え間なく叫び続けているため、声を耳まで届けることが出来ず、再びタブレットに納めることが困難である。声が届かないため、出し入れ以外の命令も行えず、マスターといえどもコントロールができない。故に、最初に剥がした時はレディ版THE MOONに首を落とされ重傷を負ったところでサツキがタブレットに戻し、レディ版THE HIEROPHANTがサツキを操って学校内で剥がした時はTHE TENPERANCEに小さくさせてからサツキがタブレットに戻している。
- ver.創造人

長い髪を背中に下ろしている。外見に似合わず老婆のような口調で、顔つきも大人びて落ち着いている。
THE TOWER（ザ タワー） / 塔（とう） / レーヴ (Loew)
タブレット第16場面の住人。頭に角を生やした小鬼のような外見。雷を操る。角は折れても雷を浴びることで生え変わる。
- ver.創造人

独特の判断基準を持ち、レディやサツキを主とは認めない。THE EMPERORを偶然発見した、サツキの祖父が住む屋敷に詳しく、サツキたちを祖父の居室である日本建築へ導いた。
- ver.サツキ

創造人版より全体的に柔らかい印象になり、眼鏡をかけている。また、ストールをケープの様に纏い、左耳の後ろの髪だけを伸ばして三つ編みしている。理知的な性格で学者肌。レディ版THE SUNの暴走は抑えられない。
サツキ版THE CHARIOTが再現した創造人の館を、合流した家出状態のJUSTICEやJUDGEMENTに案内する。
- ver.レディ

頭に平紐のような布を巻きつけ、後ろ髪を長く伸ばしている。他の版に比べると根暗。
THE STAR（ザ スター） / 星（ほし） / イエイツ (Yeats)
タブレット第17場面の住人。身長169センチメートル、 体重59キログラム。
銀髪の少年の姿をしている。タブロウとしては虚弱体質で、失血を伴う怪我からの回復が遅い傾向がある。
タブロウとしての特殊能力は、人間の姿を盗むというもの。対象となる人物の血液を摂取することでその者を模倣することができる。両耳にクロス型のイヤリングをしているが、これは一刺しで人間を殺せるほどの毒針になっている。
- ver.創造人

創造人に対して複雑な感情を抱いており、死期を悟り次代の管理人にタブレットを譲ろうとした彼への殺意を仄めかしていた。タブレット管理人になることを目論み、タブロウが人間になる方法が「創造人の心臓を食らうこと」であるとされるため、THE STRENGTHやTHE SUNを利用していた。誕生時から、上述のように他者を害することに躊躇するどころか快楽を見出しかねない要素を持っており、それを危惧した創造人によってその性格を封じられたため、タブロウたちには穏やかな性格だと思われていた。しかし、創造人の死を機にその封印が次第に解けていき、現在は「豹変した」と思われている。
家出してからは、完全に味方となっているわけではないがイレイズの前に度々姿を現している。「タブロウを消し去りたい」と願うイレイズに対し、タブロウをはがせる者を消せば同じことであるとして「心象力を持つ人間たちこの世から消してしまえばいい」と発言している。創造人と同じ色の瞳を持つサツキに対しても、彼が本来の姿を知らないTHE STRENGTHを修復してみせたことから、創造人の血縁者で正当なタブレットの持ち主であるとして、複雑な感情を抱いている。しかし、創造人（そして彼に準じるサツキ）の心臓を食らい、人間になって次代のタブレット管理人になるという野望は捨てておらず、傀儡にしたWHEEL OF FORTUNEを利用して手に入れたサツキ版THE SUNを従え、サツキの命を狙う。
THE MOON（ザ ムーン） / 月（つき） / エリファス (Eliphas)
タブレット第18場面の住人。身長190センチメートル、体重76キログラム。
膝のあたりまである長い金髪を持ち、執事を思わせるような背広姿をしている。相当な美男である。
タブロウとしての能力は、剣聖と呼ばれるほどの剣術。日本刀のような意匠の愛刀・クレセントを用いてどんなものでも斬ることができる。おもちゃでも、彼が扱えば本物の刀に匹敵する切れ味となる。運動神経は優れているはずだが、泳ぎは不得手。
前代管理人の死を目の当たりにしてしまったことが、全人格共通してのトラウマとなっている。
タブレットの図柄は、夜空に浮かぶ巨大な月。満月の中に更に三日月が描かれており、擬人化されていて、三日月が人間の横顔のようになっている。
レディには「エリー」と呼ばれている。
- ver.創造人

ゆるくカールした髪を背に流している。冷静で他者を突き放すようなもの言いもする。
家出した際は、束縛されることを嫌いレディたちに刃向かい、クレセントでレディの胸を貫いたり、THE SUNの右腕を切り落としたりと暴れまわった。だがTHE SUN曰く「甘い」らしく、レディへの攻撃は急所から反らしたものだった。サツキとの交流の中で自分を取り戻した。
角川版では、家出して暴走していた時期に通り魔と化し、何人もの人を殺めていた。秋田版では家出してすぐに発見されたので、一般人に危害は加えていない。
- ver.サツキ

心象は「いつも僕を見守っていてくれる 母親のような暖かい光」。
丸眼鏡をかけており、髪を肩のあたりで結んでリボンをつけている。
母性的で穏やかな人柄。上品な敬語で話し、笑顔でいることが多い。ややお節介なところがある。説教をする時は激しい姿を見せ、口うるさい。男性であるがフェミニンで、レディには気持ち悪いと言われることもある。
刀ではなく包丁を握り、料理をはじめとした家事全般を執り行う、サツキの家に暮らす人々の母親的な存在である。料理の腕が高く、ケーキを焼いたり、飾り切りを行ったりと器用。剣術の腕も変わらない。
- ver.レディ

心象は「闇夜を切り裂く鋭き閃光」。
髪を頭部の高い位置できっちりと結んでポニーテールにしており、リボンをつけている。前代管理人版やサツキ版ではゆるくカールのかかった髪だったが、レディ版ではストレートヘアになっている。サイドの髪はシャギー状。
寡黙で、他のタブロウたちと交流せず、無言で腕を組んで立っていることが多い。命令された以外のことには関わらず、重要ではない会話などは無視することも多い。気を張りすぎるサツキや、そんなサツキを心配しすぎて過保護気味な他のタブロウを口数少なく窘めることもある。前代管理人やDEATHについて触れられると、表情こそ崩さないが無言で攻撃に出る。
- ver.前代管理人

ゆるくカールした髪を背に流している。
前代管理人に主従を超えた感情を抱いていたが、前代管理人の方にはその気がなく「叶わぬ恋」だった。理由は不明だがDEATHと対立することが多く、その度に前代管理人に仲裁されていたという。
THE SUN（ザ サン） / 太陽（たいよう） / アレイスター (Aleister)
タブレット第19場面の住人。身長178センチメートル、体重68キログラム。
赤毛の青年姿をしている。額の中央に丸く穿たれた傷跡があるが、これはそう造られたわけではなく、後天的な傷である。創造人版時に何者かによって額に穴を空けられた時のもので、創造人の心象によって治療され一命を取り留めた。その際に創造人に大きな負担を与えてしまい、それが創造人の死につながったのではと考え、全人格共通してのトラウマとなっており、マスターが傷つくことに過剰な怯えを見せる。
レディからは「アレイ」と呼ばれている。
家出していたTHE MOONによって右腕を斬り落とされて一時期は隻腕となっていたが、サツキの強い心象によって再び腕を取り戻した。
タブロウとしての特殊能力は、拳法術。燃える「太陽の拳」によってあらゆるものを打ち砕くことができる。
- ver.レディ

心象は「天上に位置し 何にもひるまぬ豪力の炎」。
底抜けに明るく、お調子者で単純馬鹿とも言われている。誰にでも親しく接し、サツキには出会って数秒後にあっさり自分の名を明かした。粗忽な面をよくTHE MOON（サツキ版）に叱られている。やんちゃさなどで気があい、THE HERMIT（レディ版）とよく一緒に行動している。
- ver.サツキ

心象は｢万物の父 気高き静寂の王｣。
髪が全体的にレディ版よりも長く、特に後ろ髪は尾のように伸びている。
朗らかながらも冷静で、時に周囲を諭す。1人で無茶な行動に走りがちなサツキのことを案じている。新聞と将棋が好き。
- ver.創造人

やや乱暴なところがあり、創造人に愛着を持ちつつも反抗的な態度をとり1人で思い悩んでいる。創造人に死期が迫っていることを受け入れられず、愛情の裏返しで彼を罵り、いっそ自分の手で殺したいとまで毒づき、周囲に当たり散らしていた。
JUDGEMENT（ジャッジメント） / 審判（しんぱん） / アーサー (Arthur)
タブレット第20場面の住人。身長184センチメートル、体重76キログラム。
長身で筋肉質な男性の姿をしており、割れ顎の持ち主。目立って彫りの深い顔立ちで、流線型の特徴的な前髪をしている。
タブロウとしての特殊能力は、物体の複製。生物は不可。複製品は、周囲で破裂音がすると元の姿に戻ってしまう。
- ver.創造人

家出中に記憶喪失になっており、自身がタブロウであることを忘れている。同じく記憶喪失になっているJUSTICEと行動を共にし、JUSTICEには「兄貴」と呼ばれ慕われている。
身分証明が成せないため定職に就けず、住所不定のフリーター。JUSTICEと共に的屋などで日銭を稼いでいる。互いの特殊能力を生かし、悪徳成金の家に忍び込んでお宝を盗んでは、それによって得た金を教会に寄付するという義賊行為をしている。JUDGEMENTという名だけは覚えており、JUSTICEとは頭文字を取って「怪盗J」というチームを組んでいる。
イギリスでサツキたちと再会し、THE EMPERORとTHE EMPRESSを連れてくる手伝いをしたあと、再現された創造人の館を探索中に記憶を取り戻すが、創造人が付与した現在の人格を維持するためタブレットには戻らず、置き手紙を残して去っていった。創造人の館は彼とJUSTICEが創造人や兄弟のために設計し建てたらしい。
THE WORLD（ザ ワールド） / 世界（せかい）
タブレット第21場面の住人。レディがタブレットを継いだ時点で家出していた。
その正体はタブロウとしてのレディ。
タブロウをはがすことも新たに作ることも出来なくなった創造人と「タブレットの完成（タブロウが22人揃うこと）」を願ったヤヨイの協力で生まれた。レディの「自由の淑女」とは、ヤヨイがTHE WORLDに抱く心象であった。
死の間際の創造人の命を受けてその心臓を食らい人間になった。その使命は「管理人となったTHE FOOLの幸せを守ること」。管理人ではないため、他のタブロウをはがせない。言わば、「管理人にタブレットを託すための、タブレットの代理人」。
DEATHを修復し死にかけているサツキを救うため、自分を含む全タブロウを消去することを決断する。
THE FOOL（ザ フール） / 愚者（ぐしゃ）
タブレット第0場面の住人。THE WORLDと同じく、レディがタブレットを継いだ時点で家出していた。
実はイレイズの本来の姿。死期を悟った創造人が、「ヤヨイを一人にしておけないから」と、THE WORLDに命じて彼女をタブロウ兼管理人にした。しかし、創造人の死後、THE WORLDが人間になったため、彼女が創造したイレイズはタブレットへ戻れなくなってしまったという。

### 周囲の人々
マーガレット・ラッセル (Margaret Russel)
サツキがイギリスで暮らしていたころの屋敷のメイド。サツキより年上で、寂しい日々を送っていた当時のサツキの唯一の友達で、心の支えだった。
茶色い髪と目をしており、幼少のころはボブカットで、長じてからは伸びた髪をシニョンにするようになった。そのころまでは頬にそばかすがあったが、メイドを辞めて来日しサツキと再会した時にはそばかすが消え、長い髪を下ろすようになり、サツキがはじめは誰だかわからなかったほど、美しく成長した。かつてはサツキより背が高かったが、再会した時には追い抜かされていた。
雇用関係がなくなってからもサツキを慕っており、かつてのように「サツキさま」と呼んでいる。サツキに横暴な態度を取るレディや、家事の手伝いをさせていたTHE MOONに対し激しい剣幕を見せた。
石川 翔（いしかわ しょう）
サツキのクラスメイトの少年。顔にそばかすがある。やや陰りのあるサツキに対して、普通の少年らしく明るい性格。
THE DEVIL（サツキ版）が暴れて校舎を破壊した場面を目撃した群衆のうちの1人。他の人々はTHE HIEROPHANTに記憶を消されたが、彼だけは取りこぼされて記憶を保ち、一連の得体の知れない現象に怯えていた。後にサツキと仲良くなり、タブロウの存在を知る唯一の一般人となった。以降はタブロウの起こす事件に度々関わるようになるが、タブロウをはがせるほどの心象力は持たない。
学園理事長を父親に持ち、妙に涙もろいところは父そっくり。十数年前に母が亡くなっており、男手ひとつで育てられた。学業成績は芳しくなく、サツキに勉強を教わっている。
THE HANGED MANに片思いしており、彼女のことを「シェリー」と呼んでいる。
山下 総鷲（やました そうえん）
サツキの母方の祖父。サツキと血のつながりはなく、母は養子である。サツキを勘当している。
たった一代で経済界に名をはせた商売人で、長らく家庭を持たずにいたが、ある日突然身寄りのない娘（サツキの母）を養子にした。娘を「わしの育てあげた至高の美術品」として溺愛していたが、娘が素性の知れない男の子供を身ごもった以降は憎悪を抱くようになった。孫であるサツキに対しても複雑な感情を抱き、折檻にも似た態度を取っている。娘がサツキを生んで亡くなったことに対し、サツキが娘を殺したのだと思っている。
櫻木 萌（さくらぎ もえ）
サツキの学校の養護教諭として赴任した女性。大学は看護学部卒。赴任初日にTHE HIEROPHANTに体を乗っ取られたり、THE DEVIL（サツキ版）が暴れているところに出くわしてしまったりと、タブロウに翻弄され怯えてすぐに学校から去っていった。以降はTHE MAGICIANに学校での名前と身分を乗っ取られている。
山下 ヤヨイ（やました ヤヨイ）
旧姓は氷川。サツキの母親にして総鷲の養女。
サツキが生まれた日に亡くなったとされ、イギリスの「天上の岸辺」と呼ばれる丘に墓が設けられている。
実際は、サツキを産んだ日に、ヤヨイを一人の人間としてではなく「至高の美術品」としてずっと扱っていた総鷲によって、戸籍上死んだことにされて家を追い出されたようで、サツキを産んだことを悔いてサツキの存在を疎んでいる。
名を捨てて以降は上述のイレイズとしてTHE DEATHを従えている。

## 書誌情報
- 鈴木理華 『タブロウ・ゲート』 角川書店〈あすかコミックスDX〉、全2巻（未完）
  1. 2001年4月26日発売[5]、ISBN 4-04-853352-5
  2. 2001年10月30日発売[6]、ISBN 4-04-853430-0
- 鈴木理華 『タブロウ・ゲート』 秋田書店〈プリンセスコミックス〉、全26巻
  1. 2007年12月14日発売[7]、ISBN 978-4-253-19601-7
  2. 2008年7月16日発売[8]、ISBN 978-4-253-19602-4
  3. 2008年12月16日発売[9]、ISBN 978-4-253-19603-1
  4. 2009年6月16日発売[10]、ISBN 978-4-253-19604-8
  5. 2009年12月16日発売[2][11]、ISBN 978-4-253-19605-5
  6. 2010年5月14日発売[12][13]、ISBN 978-4-253-19606-2
  7. 2010年10月15日発売[14]、ISBN 978-4-253-19607-9
  8. 2011年5月16日発売[15][16]、ISBN 978-4-253-19608-6
  9. 2011年9月16日発売[17]、ISBN 978-4-253-19609-3
  10. 2012年4月16日発売[18][19]、ISBN 978-4-253-19610-9
  11. 2012年10月16日発売[20]、ISBN 978-4-253-19626-0
  12. 2013年5月16日発売[21][22]、ISBN 978-4-253-19627-7
  13. 2013年12月16日発売[23]、ISBN 978-4-253-19628-4
  14. 2014年7月16日発売[24]、ISBN 978-4-253-19629-1
  15. 2014年12月16日発売[25]、ISBN 978-4-253-19630-7
  16. 2015年7月16日発売[26]、ISBN 978-4-253-27271-1
  17. 2016年1月15日発売[27]、ISBN 978-4-253-27272-8
  18. 2016年8月16日発売[28]、ISBN 978-4-253-27273-5
  19. 2017年3月16日発売[29]、ISBN 978-4-253-27274-2
  20. 2017年11月16日発売[30][31]、ISBN 978-4-253-27275-9
  21. 2018年6月14日発売[32]、ISBN 978-4-253-27276-6
  22. 2019年2月15日発売[33][34]、ISBN 978-4-253-27277-3
  23. 2019年12月16日発売[35]、ISBN 978-4-253-27278-0
  24. 2020年8月17日発売[36]、ISBN 978-4-253-27279-7
  25. 2021年5月14日発売[37]、ISBN 978-4-253-27280-3
  26. 2022年1月14日発売[38][39]、ISBN 978-4-253-27281-0
- 鈴木理華 『タブロウ・ゲート0（ゼロ）』 秋田書店〈プリンセスコミックス〉、上下巻
  1. 2010年1月16日発売[2][40]、ISBN 978-4-253-19599-7
  2. 2010年1月16日発売[2][41]、ISBN 978-4-253-19600-0
- 鈴木理華 『The Art of Tableau Gate』 秋田書店、2019年2月15日発売[33][42]、ISBN 978-4-253-10139-4

単行本第1巻と第26巻の帯には、大河内一楼からのコメントが寄せられている。

## ドラマCD
2009年12月23日発売。3話構成。1話と2話は原作に沿ったストーリーで、発表当時まだ原作では描かれていなかったTHE SUNの過去についてのオリジナルエピソードもある。脚本を担当したのは大河内一楼。キャストは原作者とそのアシスタントが相談した上で選んだ。

### キャスト
氷川サツキ：入野自由
レディ：斎藤千和
アレイスター：宮野真守
エリファス：置鮎龍太郎
パピュ：伊瀬茉莉也
エレナ：佐藤有世
パメラ：勝生真沙子
THE STAR：岸尾だいすけ

## イベント
- 2009年6月19日から7月19日まで、単行本第4巻の発売を記念した原画展を三省堂カルチャーステーション千葉店にて開催[45]。
- 2009年12月16日から単行本第5巻の発売を記念した原画展を有隣堂ヨドバシAKIBA店にて開催[46]。
- 2010年5月1日から単行本第6巻の発売を記念した原画展を三省堂書店カルチャーステーション千葉店にて開催[12]。
- 2013年5月20日から6月16日まで、単行本第12巻の発売を記念した原画展を三省堂カルチャーステーション千葉店にて開催[21]。
- 2017年11月20日から12月3日まで、東京都のBOOKMARK浅草橋にて原画展を開催[30]。
- 2019年2月16日から24日まで、単行本第22巻と画集の2冊の発売を記念し、BOOKMARK浅草橋にて「タブロウ・ゲート画集発売記念展」を開催[33]。神奈川県の有隣堂横浜駅西口コミック王国でも2月15日から3月20日まで原画展を開催[33]。
- 2022年2月14日から28日まで、本作の完結を記念して東京都のMAGNET by SHIBUYA109の4階のMEDICOS SHOPにて、ポップアップコーナーを展開[47]。